# Packard 200
Der Packard 200 (sprich: Two-Hundred) war ein PKW, den die Packard Motor Car Company in Detroit in den Modelljahren 1951 und 1952 herstellte. Die 200er-Modelle waren die preisgünstigsten von Packard mit dem kürzesten Radstand und dem schwächsten Motor, einem Reihen-Achtzylinder mit 4719 cm³ Hubraum.
Gleichzeitig stellte die Firma auch den Packard 250 (sprich: Two-Fifty) her, der den gleichen Radstand und die gleiche Karosserie hatte wie der 200, war aber mit dem größeren Motor mit 5358 cm³ Hubraum ausgestattet.

## 1951 und 1952

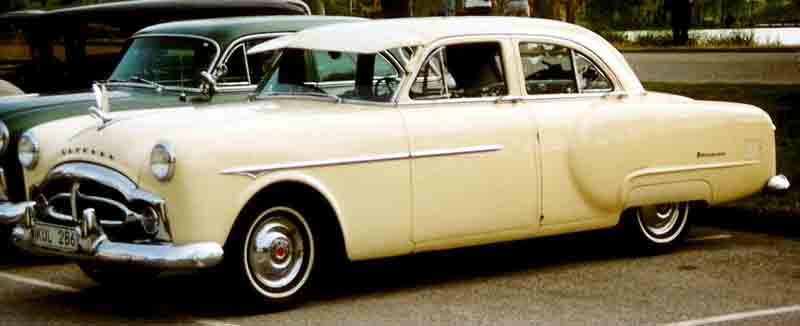
Packard 200 De Luxe Limousine 4 Türen (1951)

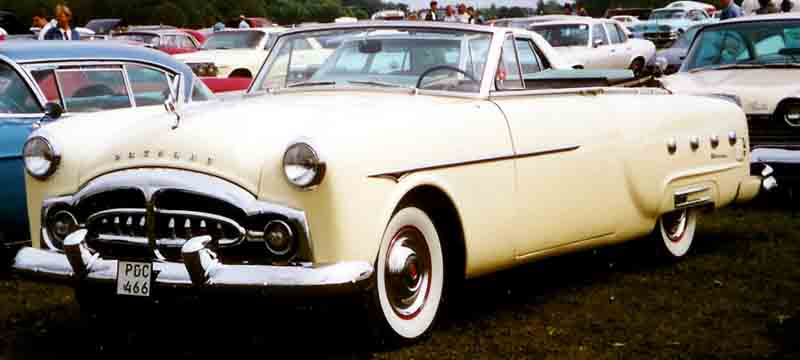
Packard 250 Cabriolet (1951)

Die 1951er-Modelle des Packard 200 und 250 wurden als preisgünstigste Packard-Modellreihe am 24. August 1950 vorgestellt und ersetzten die Standard-Modelle die 1950 ausliefen. Der 200 war der erste der neu von John Reinhart gestalteten Modellreihen. Sie ersetzten die schwülstigen Packards der 22. und 23. Serie, die 1948 bis 1950 hergestellt wurden. Reinharts "High Pocket"-Design war förmlicher als das der Vorgänger und wurde von Packard bis Ende 1956 verfolgt, als die eigentliche Packard-Produktion eingestellt wurde.
Beide Modelle, der 200 und der 250, galten als "Junior"-Modelle und unterschieden sich von den größeren Packard 300 und Packard Patrician 400 durch ihren kürzeren Radstand (3099 mm gegenüber 3226 mm) und weniger Ausstattung. Den Packard 200 Standard gab es als 4-türige Limousine, 2-türiges Coupé und dreisitziges Business-Coupé (ohne Rücksitz). Die "Junior"-Modelle sahen den größeren Packard-Modellen zwar ähnlich, hatten aber nicht die auffällige Pelikan-Kühlerfigur und besaßen vertikale Rückleuchten anstatt der horizontalen bei den größeren Modellen. Ebenfalls hatten sie keine Panorama-Rückfenster.
Die Modellreihe 250 wurde im März 1951 eingeführt und sollte mit Hardtop-Modellen und Cabriolets die entsprechenden Lücken in der Packard-Modellpalette füllen. Neben diesen spezifischen Aufbautypen erkannte man diese Wagen an ihren drei Jet-Streifen auf den hinteren Kotflügeln. Die Wagen hatten auch eine bessere Außenausstattung und bessere Polsterstoffe.
Alle Packard 200 hatte eine Zweiklangfanfare, zwei Sonnenblenden, Stoßfängerreiter hinten und vorne, Reserverad und Werkzeugset. Die DeLuxe-Ausstattung enthielt neben der spartanischen Standard-Ausstattung Chromzierringe an den Rädern und Blinkleuchten (anstatt Winkern). Ebenso hatten sie Weißwandreifen und Radkappen.
Ausstattungsdetails, die seit den späten 1960er-Jahren in der Autoindustrie zum Standard gehören, wie Heizung, Radio, getönte Scheiben, Teppiche usw. gab es bei Packard nur als Sonderausstattung, ebenso wie bei allen anderen Autoherstellern in dieser Zeit. Packard war auch der erste Autohersteller, der 1951 einen Bremskraftverstärker anbot. Er nannte sich "Easamatic" und wurden von Bendix speziell für Packard hergestellt.
1952 gab es nur wenige Änderungen bei der Chromausstattung. Das Business-Coupé fiel, wie bei anderen US-Autoherstellern in dieser Zeit, weg.

### Produktionszahlen 1951 und 1952
Lt. der angegebenen Quelle sind die Produktionszahlen nicht nach Karosserieform, sondern nur nach Ausstattung bekannt.
- 1951, 200 Standard: 24.310 Stück
- 1951, 200 DeLuxe: 47.052 Stück
- 1951, 250: 4640 Stück*
- 1952, 200 Standard: 39.720 Stück
- 1952, 200 DeLuxe: 7000 Stück
- 1952, 250: 5201 Stück

*erst ab März 1951 verfügbar.

## Der Schaden, den die 200er- und 250er-Modelle Packard zufügten
Packard verkaufte zwar 1951 über 100.000 Autos, aber zu viele davon waren kleine Modelle der Baureihen 200 und 250. Die großen Packards – die traditionelle Nische, die Packard vor dem Zweiten Weltkrieg, in den 1920er- und 1930er-Jahren, bediente – waren nur in zwei Modellreihen – dem 300 und dem Patrician 400 – verfügbar, und beide gab es nur in einer Ausführung, der 4-türigen Limousine. Händler, die auf Draht waren, verkauften die Chromausstattung der Modelle 300 und Patrician 400 für die kleineren Modelle 200 und 250 und verwässerten so den optischen Unterschied zwischen den teuren, großen Modellen und den kleinen billigeren.
Um hier Abhilfe zu schaffen, konnte Packard James J. Nance, den Chef von Hotpoint, gewinnen, der Packard als führenden Autohersteller wieder etablieren sollte. Einer seiner ersten Maßnahmen war die Aufgabe der numerischen Modellbezeichnungen zu Gunsten richtiger Namen. Nance sorgte auch dafür, dass die großen Packards breiter aussahen und mehr Chromausstattung besaßen, um sich von den kleineren Modellen zu unterscheiden. Nance ließ auch spezielle Show-Cars entwerfen, um Aufsehen in der Motorpresse zu erlangen und Packard weniger kränklich aussehen zu lassen.
Die Modelle 200 und 250 wurden im Packard Clipper Special / DeLuxe umbenannt, ein Teil von Nances Plan, daraus 1956 eine eigene Automarke zu machen und Packard den Namen eines ausschließlichen Luxuswagenherstellers zurückzugeben.